# Flavius Nonianus
Flavius Nonianus (sein Praenomen ist nicht bekannt) war ein im 2. Jahrhundert n. Chr. lebender Angehöriger des römischen Ritterstandes (Eques).
Durch ein Militärdiplom, das auf den 19. Juli 146 datiert ist, ist belegt, dass Nonianus 146 Kommandeur der Ala I Asturum war, die zu diesem Zeitpunkt in der Provinz Dacia inferior stationiert war.